# 雅盧夫爾峰

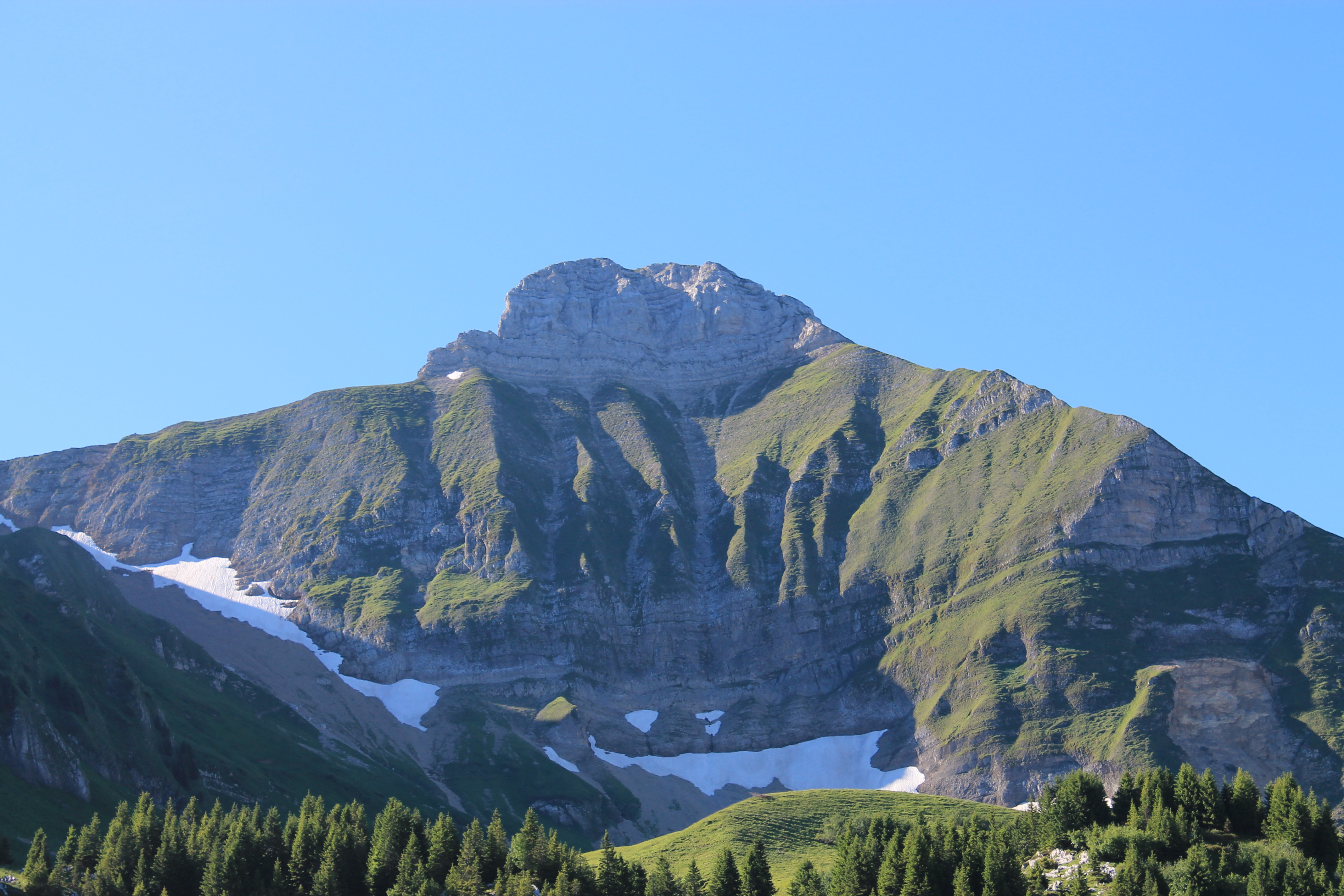

45°59′45″N 06°27′08″E / 45.99583°N 6.45222°E
雅盧夫爾峰（法語：Pic de Jallouvre），是法國的山峰，位於該國東北部，由上薩瓦省負責管轄，屬於博爾訥山的一部分，海拔高度2,438米，每年平均降雨量1,567毫米。